# Berberis pectinata
Berberis pectinata är en berberisväxtart som beskrevs av Georg Hans Emmo Emo Wolfgang Hieronymus. Berberis pectinata ingår i släktet berberisar, och familjen berberisväxter. Inga underarter finns listade i Catalogue of Life.